# Taisen Deshimaru
Taisen Deshimaru (弟子丸 泰仙), de son vrai nom Yasuo Deshimaru (29 novembre 1914 — 30 avril 1982), appelé également « Mōkudo Taisen », est un maître bouddhiste zen japonais de l'école Sōtō et l'un des principaux passeurs du bouddhisme zen en Occident, et en particulier en Europe. Sur ce continent, il est le fondateur et l'inspirateur de nombreux dojos et de groupes zen.
Dans son enseignement, Taisen Deshimaru insiste sur le fait que le zen, c'est la pratique de zazen — la méditation assise du bouddhisme zen — dans l'« ici et maintenant ».

## Biographie
Né dans un petit village sur la côte du sud du Japon, non loin de la préfecture de Saga sur l'île de Kyūshū, Deshimaru a été élevé par son grand-père, un ancien samouraï, et par sa mère, une fervente disciple du Jōdo shinshū, une école amidiste japonaise. Son enfance s'est déroulée dans un environnement japonais encore très traditionnel. Comme son village natal ne possédait pas de crèche, Deshimaru a été éduqué par son grand-père, qui avait enseigné le judo aux samouraïs pendant la période Meiji (1868-1912). Il a également enseigné la technique à Deshimaru. Son père était un petit armateur et présidait une coopérative agricole et piscicole dans le village.
Contrairement à son maître, Deshimaru a eu une enfance heureuse. Néanmoins, même à un jeune âge, il était préoccupé par la contradiction susmentionnée entre l'esprit profondément religieux de sa mère et le monde matérialiste de son père.
Le bouddhisme pratiqué par sa mère ne le satisfait pas plus que sa préoccupation pour le christianisme. Alors que son père pouvait être qualifié de consciencieux et matérialiste, mais tout à fait vertueux, sa mère vivait entièrement par la foi. Vers la fin de sa scolarité, il s'oriente vers les beaux-arts, mais son père veut qu'il entre à l'école militaire - dont il est alors renvoyé pour cause de myopie. Peu de temps après, il s'installe à Saga pour y poursuivre ses études.
Par curiosité, il s'éloigne des pratiques spirituelles bouddhiques pour étudier le christianisme sous la direction d'un pasteur protestant. Il revient ensuite au bouddhisme, suit l'enseignement de l'école Rinzai, dont il s'éloigne également.
En 1934, il entame des études d'économie à l'université de Tokyo. En 1936, il rencontre Kodo Sawaki, un des principaux réformateurs du Zen Sōtō au Japon. Il en devient le disciple, tout en restant, sur son conseil, actif dans la vie civile. En fait, Sawaki le pousse à vivre dans le quotidien et  pour cela il lui refusera l'ordination de moine (que Deshimaru souhaitait ardemment) jusqu'en 1965, peu avant sa mort,. Deshimaru se marie peu après et aura trois enfants. Désormais, il se consacrera à la pratique du zazen, centrée autour de Shikantaza.
Durant la Seconde guerre mondiale, sa myopie lui permet d'être réformé, et il travaillera comme responsable administratif en Asie du Sud-Est. À la fin de la guerre, il reprend sa vie d'homme d'affaires, mais il est tiraillé entre le matériel et le spirituel.
C'est en 1964, à l'âge de 51 ans, que Deshimaru reçoit l'ordination monastique sur ordre de son maître Kodo Sawaki, peu avant que celui-ci ne tombe gravement malade et ne décède,. Sawaki lui fait part de son souhait de voir le Zen se répandre dans le monde et lui demande de se rendre en Europe pour le transmettre.

### En Europe

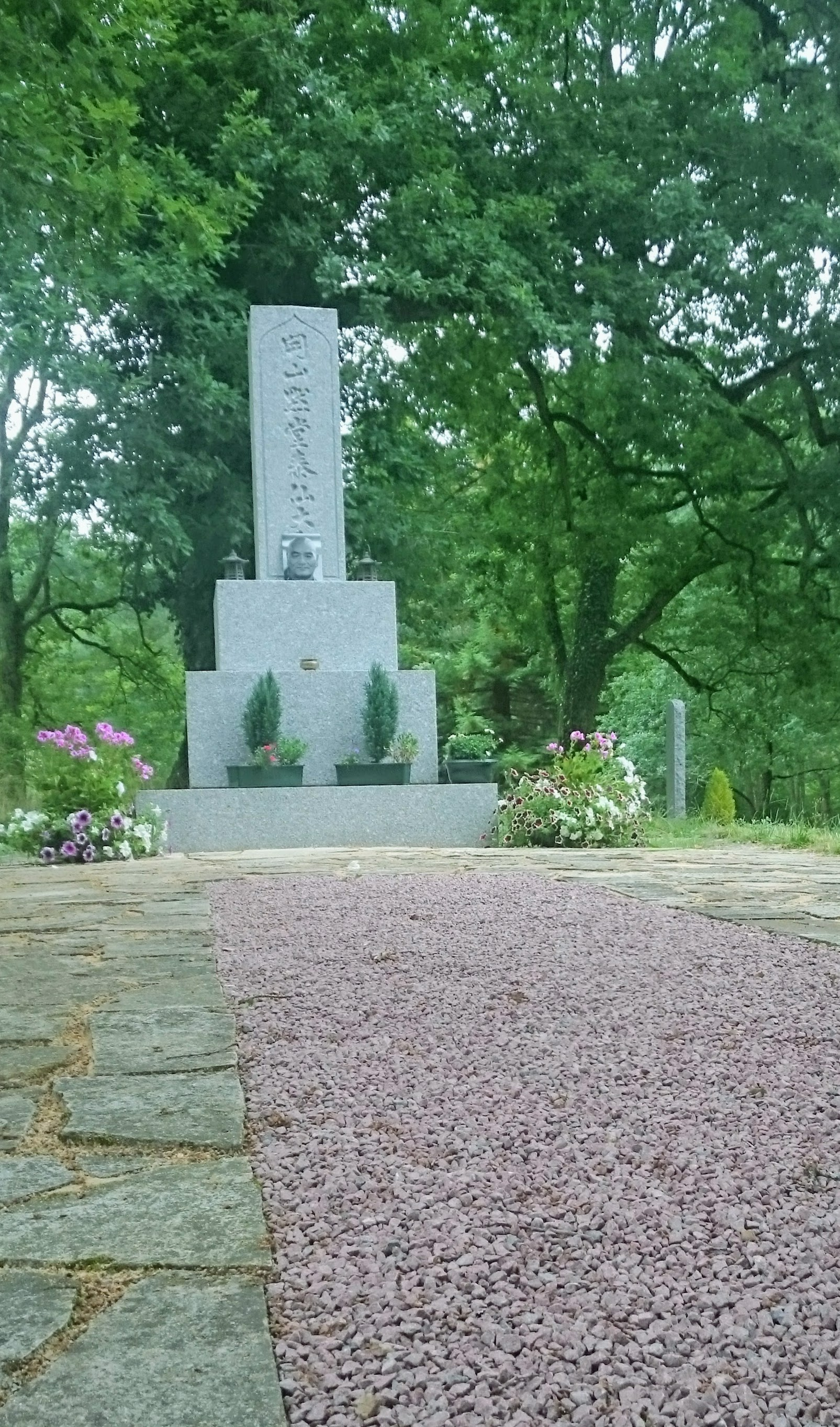
La stèle de Taisen Deshimaru, indiquant l'endroit où sont ensevelies ses cendres. Parc de la Gendronnière.

Suivant le vœu de son maître, Deshimaru prend le Transsibérien pour se rendre en France en 1967, répondant à l'invitation d'un groupe macrobiotique. Arrivé à Paris, en juillet 1967, il travaille dans un magasin d'alimentation diététique. Il pratique zazen dans l'arrière-boutique, ce qui attire à lui progressivement des disciples qu'il initie ainsi au bouddhisme zen, alors même qu'il ne parle qu'un anglais rudimentaire. Il fonde bientôt, rue Pernety, ce qui deviendra le Dojo Zen de Paris.
Trois ans plus tard, en 1970 (en 1975, selon Dominique Blain), il reçoit la transmission officielle du Dharma (shiho) de Yamada Reirin (en), abbé de Eihei-ji. À titre anecdotique, il lui fallut se faire réordonner par Yamada, car les documents d'enregistrement de son ordination par Sawaki avaient été perdus. En 1985, Niwa Zenji, abbé de ce même temple, lui conféra à titre posthume la dignité de zenji. Cette même année 1970, il fonde l'Association Zen d'Europe, qui deviendra en 1979 l'Association Zen Internationale (AZI).
En 1972, ses ondes cérébrales sont enregistrées par Pierre Etevenon — docteur ès sciences et pionnier en France de l'exploration des états de conscience modifiés — au centre hospitalier Sainte-Anne à Paris,,. Taisen Deshimaru Rōshi est assis en posture de méditation zazen et son tracé EEG occipital ainsi que l'analyse spectrale sur ordinateur associée, montrent un rythme alpha hypovariable et stable de grande amplitude, caractéristique de cette méditation qui est à la fois un état modifié de conscience et une expérience spirituelle transpersonnelle.
En 1974, il rencontre à Paris le 16e Karmapa Rangjung Rigpe Dorje lors de sa première tournée mondiale. En 1976, il est nommé Kaikyosokan (supérieur des activités missionnaires) pour l’Europe. Dans les années qui suivent, il s'adonne pleinement à son activité missionnaire, fondant nombre de lieux de pratique, rassemblant de plus en plus de disciples autour de lui.

Enregistrement EEG de Taisen Deshimaru pratiquant la méditation zazen, par Pierre Etevenon (Paris, 1972).
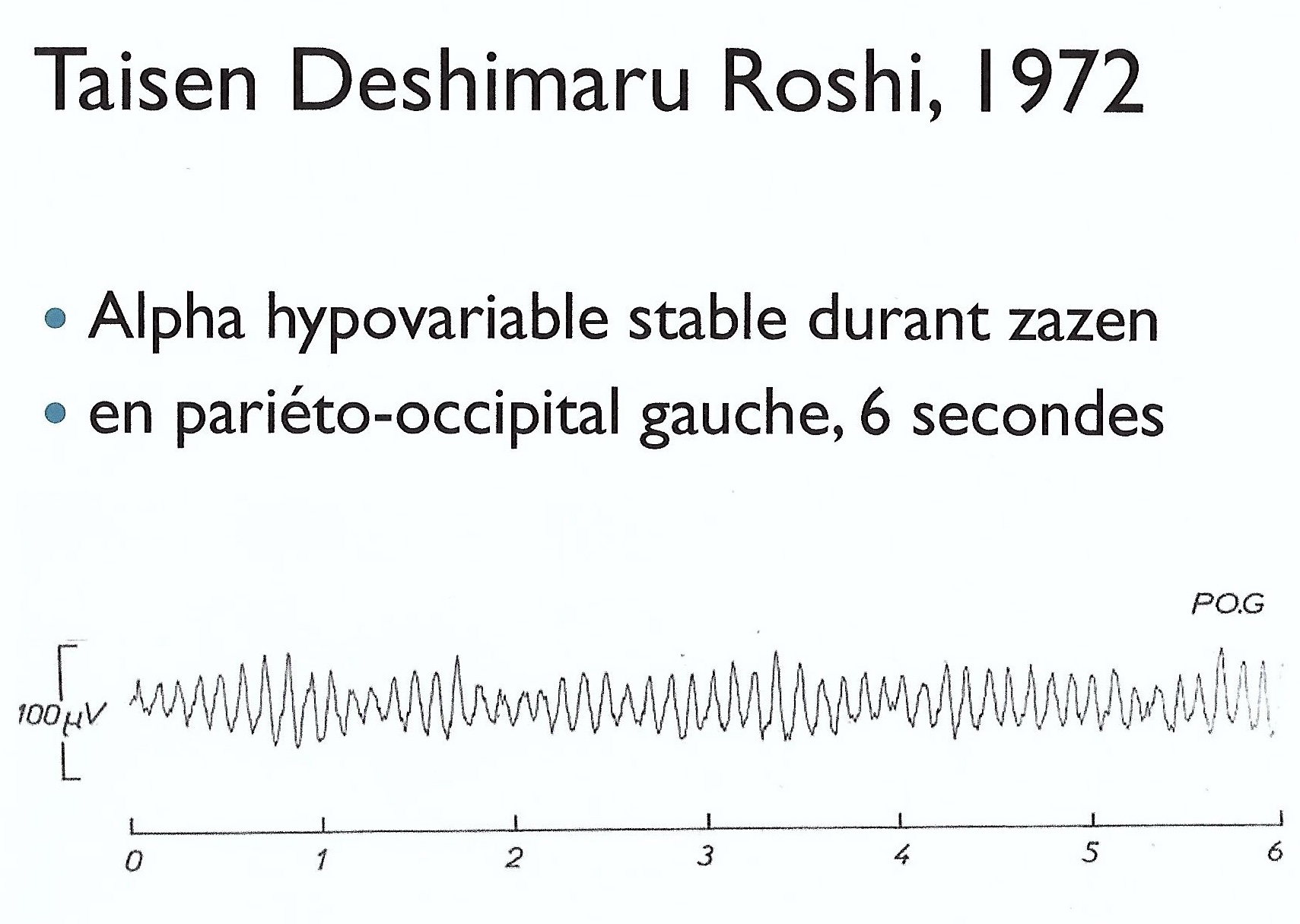
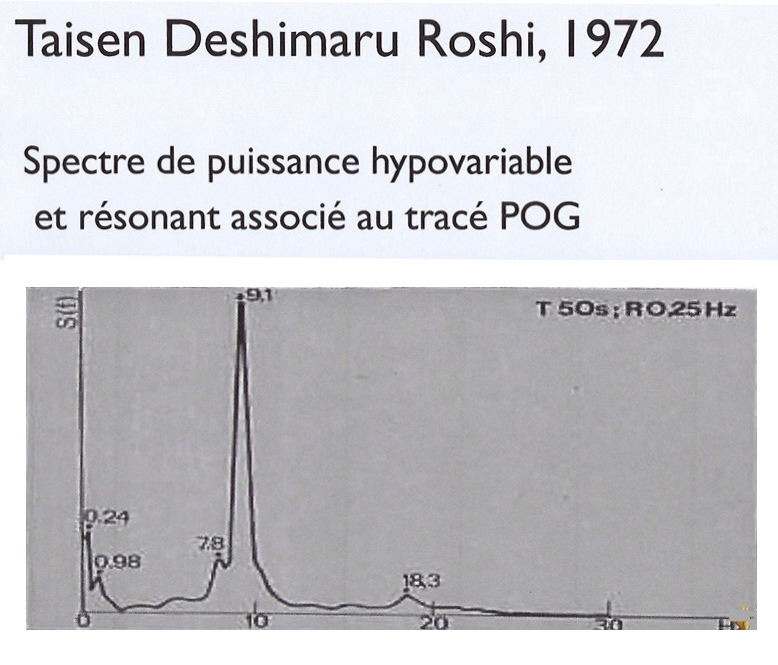

## Activité
Deshimaru a participé à la fondation de plus de cent dojos en Europe, en Afrique du Nord et au Canada, ainsi qu'à la fondation du temple de La Gendronnière, en 1980, dans la vallée de la Loire, qui devient le premier et le plus grand temple zen de toute l'Europe. D’après les registres du temple, il a ordonné plus de 500 moines et nonnes, et plus de 20 000 personnes ont, un jour ou l’autre, pratiqué à ses côtés.

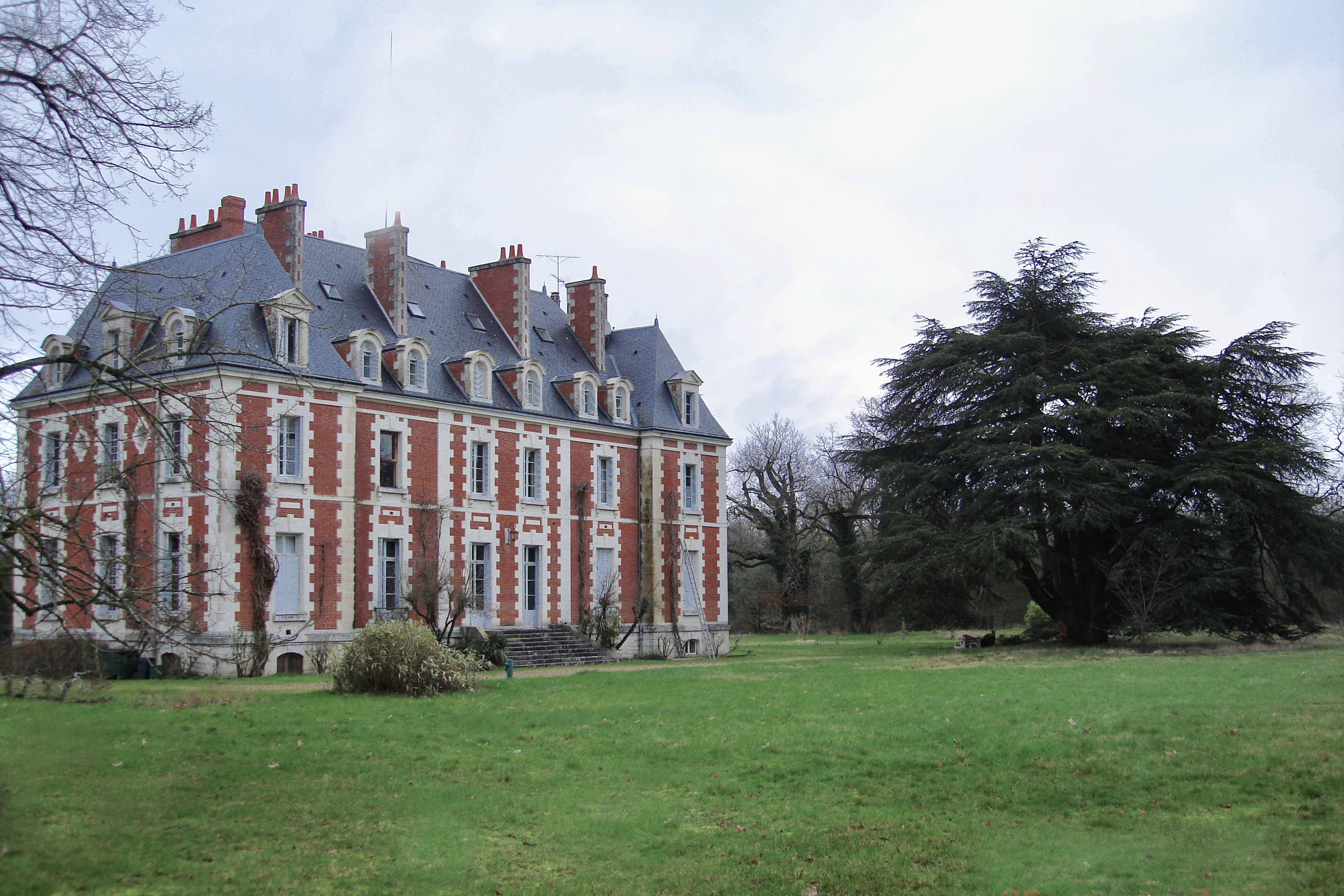
Le château de la Gendronnière, où Taisen Deshimaru fonda le temple du même nom.

Il a mené des actions pour le dialogue interreligieux, pratiquant la méditation zen dans des monastères dominicains ou avec des musulmans et des juifs. Pour prouver les effets biologiques de la méditation, il a servi de cobaye dans des laboratoires au Japon et en France .
Deshimaru est mort le 30 avril 1982 à Tokyo, où il était rentré pour soigner un fulgurant cancer du pancréas. Une partie de ses cendres est enterrée au temple de La Gendronnière.
Après sa mort, trois de ses plus proches disciples ont été certifiés maîtres dans la tradition du bouddhisme zen Sōtō, par Niwa Zenji, à l'époque abbé du temple Eihei-ji, celui fondé par Dōgen lui-même. Il s'agit de Stéphane Kosen Thibaut, Étienne Mokusho Zeisler (décédé) et Roland Yuno Rech.

### Œuvre personnelle
Taisen Deshimaru a publié une vingtaine d’ouvrages, pour la plupart régulièrement réédités. Relevons parmi eux: 
- Zen et arts martiaux, éd. Seghers, 1977, puis Albin Michel, Paris, 1983  (ISBN 9782226017888)
- Autobiographie d'un moine zen, Robert Laffont, 1977. Réed. chez Terre du Ciel en 1995 (ISBN 978-2908933079)
- L'anneau de la Voie, Albin Michel, 1993, (ISBN 2-226-06352-8) Rééd. L'anneau de la Voie. L'essence d'un enseignement zen, Le Relié  (ISBN 978-2-354-90155-4)
- L'autre rive. Textes fondamentaux du Zen commentés par Maître Deshimaru, Albin Michel, 1988  (ISBN 2-226-03302-5)
- L'esprit du Ch'an : Le Shin Jin Mei, aux sources chinoises du zen, Albin Michel  (ISBN 2-226-11429-7)
- La Pratique du Zen, Albin Michel, 1981  (ISBN 2-226-01287-7)
- Le bol et le bâton. 20 contes Zen racontés par Maître Taisen Deshimaru, Albin Michel   (ISBN 2-226-02684-3)
- Le Trésor du Zen, Albin Michel, 2003  (ISBN 2-226-13872-2)
- Vrai Zen. Introduction au Shōbōgenzō, édition AZI  (ISBN 2-901844-13-8)
- Zen et vie quotidienne : la pratique de la concentration, préface d'Evelyn de Smedt, Albin Michel, 1985  (ISBN 2-226-02247-3)
- Questions à un Maître Zen, Albin Michel, 1984  (ISBN 2-226-02119-1)

#### Préface
- Préface à Cent clés pour comprendre le Zen de Claude Durix, Le Courrier du livre, Paris, 1976 (ISBN 2-7029-0029-1).

### Monographies
- Dominique Blain, Sensei : Taisen Deshimaru maître zen, Paris, Albin Michel, coll. « Espaces libres », 2011, 378 p. (ISBN 978-2-226-22152-0)
- Michel Bovay, Deshimaru Histoires vécues avec un maître zen, Paris, Les éditions du Relié, 2022  (ISBN 978-2-35490-276-6)
- Dr Ikemi et Taisen Deshimaru, Zen et self-control, Paris, Albin Michel coll. « Espaces libres », 1991, 247 p.  (ISBN 2-226-05172-4)
- Marc de Smedt, Le Rire du tigre : dix ans avec Maître Deshimaru, Albin Michel, 2012 [1985], 272 p.  (ISBN 978-2-226-15895-6)
- Philip Kapleau, Questions zen, Paris, Seuil, coll. « Points Sagesses », 1992, 377 p.  (ISBN 2-02-014596-0)

### Articles de presse
- Alioune Koné, « Le zen en Occident: un vieux vin dans une nouvelle bouteille ? », Ethnologie française, vol. 30, no 4 « Les nouveaux mouvements religieux »,‎ octobre-décembre 2000, p. 535-543 (lire en ligne, consulté le 31 mai 2021)
- Deshimaru, japonaisement rabelaisien, 3 février 1991, Le Monde.
- La France à l'avant-garde du bouddhisme. Une université européenne va s'ouvrir à Paris en novembre., François Devinat, 30 octobre 1996, Libération.
- Du Japon à l’Occident : le zen à la conquête du monde, Éric Rommeluère, 10 août 2017, L'Obs.

## Vidéographie
- Zen : ici et maintenant (1971) : documentaire d'Arnaud Desjardins qui, guidé par Deshimaru, a pu visiter des monastères japonais des trois ordres du zen (Soto, Obaku et Rinzai) et filmer les  rites et cérémonies rythmant le quotidien des moines[18].
- Zen : Partout et toujours (1971) : cette deuxième partie du documentaire d'Arnaud Desjardins sur le bouddhisme zen révèle l'influence de la pratique de zazen sur la vie quotidienne japonaise dans de nombreux domaines (université, travail, médecine, sport). On peut également y voir Deshimaru subir un électrocardiogramme et un électroencéphalogramme au laboratoire de psychologie de l'université Komazawa (en) qui étudie les effets psycho-physiologiques de la méditation zen[19].
- Un maître zen en Europe (1973) : reportage consacré à l'action de Deshimaru en Europe[20].
- Le zen (1975) : Deshimaru répond à des questions de journalistes[21].
- Centre Zen (1980) : stage de zazen dirigé par Deshimaru au temple de la Gendronière[22].
- Le zen (1977) : après un survol de l'histoire du bouddhisme zen et de l'action de Deshimaru, des disciples débattent de divers aspects de la pratique et en font une démonstration[23].

## Podcasts
- L'esprit occidental face au zen (1970) : Michel Random mène un débat sur le thème Comment l'esprit occidental réagit-il face au zen ? auquel participe notamment Deshimaru, ainsi que Marie-Madeleine Davy, Guy Boue, Tadao Takemoto et Francis Danest[24].
- Le zen et l'occident (1977) : Jacques Brosse relate sa rencontre avec Deshimaru qui définit le zen et entame une incantation[25].